# Moldavia en los Juegos Mundiales de Breslavia 2017
Moldavia fue uno de los 102 países que participaron en los Juegos Mundiales de 2017 celebrados en Breslavia, Polonia.
La delegación de Moldavia estuvo compuesta por un total de 8 deportistas, 6 hombres y 2 mujeres, los cuales participaron en un total de 6 disciplinas en 2 deportes distintos.
Moldavia ganó un total de dos medallas en esta edición de los Juegos Mundiales, una de oro y otra de bronce. El oro cayó en Baile deportivo, y fue la única que se contabilizó para el medallero oficial, donde el país ocupó el puesto 38 general.
El bronce lo obtuvo en Kickboxing, un deporte de exhibición. En el medallero de estos deportes esta medalla le significó la posición 22.

## Delegación

### Baile deportivo

#### Baile latino
| Atleta                         | Primera ronda | Primera ronda | Primera ronda | Primera ronda | Primera ronda | Semifinal | Semifinal   | Semifinal | Semifinal | Semifinal | Final | Final       | Final | Final     | Final | Posición   |
| Atleta                         | Samba         | Cha cha cha   | Rumba         | Pasodoble     | Jive          | Samba     | Cha cha cha | Rumba     | Pasodoble | Jive      | Samba | Cha cha cha | Rumba | Pasodoble | Jive  | Posición   |
| ------------------------------ | ------------- | ------------- | ------------- | ------------- | ------------- | --------- | ----------- | --------- | --------- | --------- | ----- | ----------- | ----- | --------- | ----- | ---------- |
| Parejas                        |               |               |               |               |               |           |             |           |           |           |       |             |       |           |       |            |
| Gabriele Goffredo y Anna Matus | 1             | 1             | 1             | 1             | 1             | 1         | 1           | 1         | 1         | 1         | 1     | 1           | 1     | 1         | 1     | 01 ! [ 1 ] |

#### Baile Standard
| Parejas                        |    |    |    |    |    |    |    |    |    |   |            |            |    |
| Valeria Gumeniuc y Dima Kusnir | 22 | 20 | 22 | 20 | 22 | 10 | 10 | 10 | 10 | 9 | eliminados | eliminados | 20 |

### Kickboxing
| Varonil            |         |                       |                       |                 |                                 |                |           |                   |           |           |
| Alexandru Bejenaru | K1 75kg | # Zakaria Laaouatni   | 0:3                   | eliminado       | eliminado                       | eliminado      | eliminado | eliminado         | eliminado | eliminado |
| Denis Telesman     | K1 81kg | # Aleksandar Menkovic | 0:3                   | eliminado       | eliminado                       | eliminado      | eliminado | eliminado         | eliminado | eliminado |
| Adrian Gologan     | K1 86kg | # Omid Nosrati        | 0:3 pierde por nocaut | eliminado       | eliminado                       | eliminado      | eliminado | eliminado         | eliminado | eliminado |
| Pavel Voronin      | K1 91kg | # Tawfik El Yacoubi   | 3:0                   | # Mateusz Pluta | 0:3 Combate detenido por lesión | # Willer Alves | 2:1       | Medalla de bronce |           |           |